# 小行星1010
小行星1010（1010 Marlene）是一颗主带小行星，由卡爾·威廉·萊茵姆特在1923年11月12日发现于海德堡。
該小行星以德國女演員瑪琳·黛德麗命名。